# بولی ساکیپور
بولی ساکیپور (به لاتین: Boali Sakhipur) یک منطقهٔ مسکونی در بنگلادش است که در ناحیه تانگیل واقع شده‌است. بولی ساکیپور ۳٬۳۲۰ نفر جمعیت دارد.